# Голос Америки
«Го́лос Аме́рики» (англ. Voice of America, сокр. VOA) — американская международная общественная радиокомпания и входящая в неё радиостанция. «Голос Америки» является частью Агентства США по глобальным медиа. Штаб-квартира находится в городе Вашингтоне. «Голос Америки» на английском и 45 других языках, включая русский, а основу эфира составляют новостные, информационные и культурные программы.
В то время как некоторые иностранные слушатели считают, что «Голос Америки» оказывает положительное влияние, другие считают её формой американской пропаганды и рупором правительства США.

## История
Радиостанция «Голос Америки» впервые вышла в эфир 24 февраля 1942 года. «Мы будем говорить об Америке и войне, новости могут быть хорошими или плохими — мы будем сообщать вам правду», — такими словами радиостанция начала вещание. «Голос Америки» создавался в противовес геббельсовской пропагандистской машине.
В соответствии с U.S. Information and Educational Exchange Act of 1948 (так называемый «Закон Смита — Мундта») на территории самих Соединённых Штатов распространение материалов вещания «Голоса Америки» и других медиа, предназначенных для зарубежной аудитории, было ограничено из-за опасения, что они могут стать каналом государственной пропаганды, по другой версии, данное вещание просто было нецелесообразным; ограничения были отменены в 2012 году.

### Название и позывные
В течение первых нескольких лет название «Голос Америки» ещё не использовалось. В начале вещания передачи использовали разные наименования, такие как «Америка вызывает Европу» (англ. America Calling Europe) или «Голос Соединённых Штатов Америки» (англ. Voice of the United States of America). В печатных материалах радиостанции в 1942 году упоминается название «Голоса́ Америки» (англ. Voices of America, во множественном числе).
Ранние передачи на английском, а также на французском и итальянском языках, представлялись следующим образом:

Это Нью-Йорк. Соединённые Штаты Америки обращаются к народу Европы (на английском языке)… народу Франции (французский)… народу Италии (итальянский).
Оригинальный текст (англ.)This is New York. The United States of America Calling the People of Europe (English)… the People of France (French)… the People of Italy (Italian).

По одной из версий американский писатель Говард Фаст, который в 1943 году был первым главным новостным обозревателем и редактором «Голоса Америки», в своих мемуарах утверждает, что он придумал короткое и легко запоминающееся название радиостанции «Голос Америки» (англ. Voice of America), а в качестве позывного — идентификации в радиоэфире, в виде шутки, выбрал джингл песни «Янки-дудл» (англ. Yankee Doodle), которая является патриотическим символом США.
Название «Голос Америки» изначально было неофициальным и использовалось в общении сотрудников радиостанции между собой. Официально радиовещательная организация именовалась как радиостанция «Управления военной информации США». Со временем название «Голос Америки» утвердилось и спустя несколько лет стало упоминаться в официальных документах.

### Холодная война

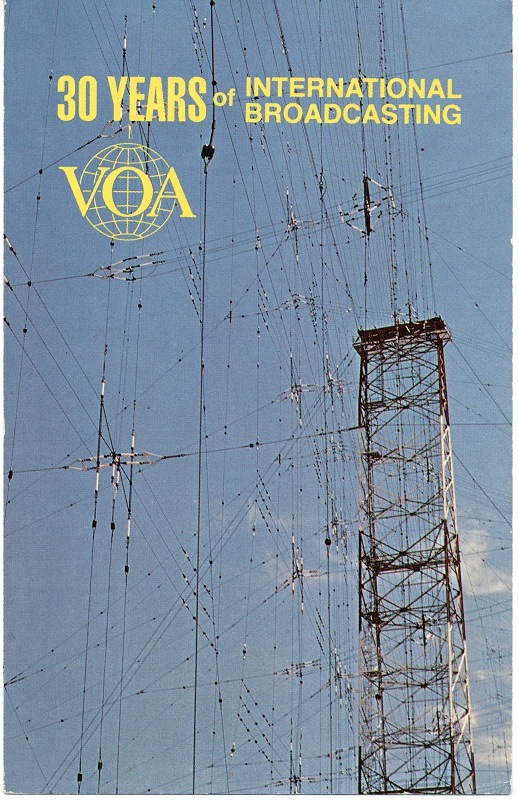
QSL-карточка «Го́лоса Америки» (1972 год)

Главным инициатором русскоязычной программы был Аверелл Гарриман. В начале 1946 года, отмечая ограниченную эффективность печатной пропаганды США в СССР (узость распространения, культурный «крен», условия советской цензуры), он доказывал своему правительству, что «радио — это единственное для США средство свободного и прямого обращения к советскому народу». При этом американская сторона исходила из того, что советские власти вряд ли смогут воспрепятствовать такому вещанию (тем более, что сами давно занимаются радиопропагандой на США), а если и пойдут на глушение радиопередач (или изъятие коротковолновых радиоприёмников), то это будет дискредитировать их в глазах своего народа и всего мира и усиливать интерес советских людей к этим передачам. «Победить же США в радиовойне СССР не сможет, — уверял Гарриман, — ибо советские власти хорошо знают, что их народ гораздо более уязвим для правды, чем наш — для клеветы».
Русскоязычный отдел на радиостанции появился в 1947 году, с началом холодной войны в контексте того, что вещание на русском языке стало одним из приоритетов США. Сотрудниками Русской службы были преимущественно эмигранты «второй волны», в их числе известный советский разведчик, «невозвращенец» Александр Бармин.
В 1949 году начались передачи на украинском языке, в 1951 году — на литовском, латышском, эстонском, грузинском, армянском, азербайджанском языках. В середине 1970-х годов «Голос Америки» был реорганизован — радиостанция более не являлась правительственной, и у радиожурналистов появилась возможность излагать личную точку зрения (или «позицию редакции») на происходящие в мире события.
В советские годы «Голос Америки», наряду с радиостанцией «Свобода», был одним из источников информации о событиях в СССР и мире. Советские власти подвергали глушению передачи на русском языке и других языках народов СССР. Тем не менее, люди наловчились слушать передачи, хотя это требовало большого напряжения и внимания — было сложно расслышать через постоянное глушение и помехи. Наиболее качественный приём (без глушения) был с 1970 по 1980 год (период детанта / «разрядки международной напряжённости» — как говорили в советских СМИ) и с 1985 по 1999 год — с приходом «перестройки».
Пик глушения пришёлся на 1983 год, но и тогда множество людей слушало «Голос Америки». Радиостанция была столь популярна в Советском Союзе, что в Москве появилась шутка: когда кто-либо пересказывал услышанные по радио последние новости, чтобы не называть радио, часто говорили: «Мне был голос, который сказал…» — слушатели прекрасно понимали, что это был за «голос».
Название «Голос Америки» в СССР быстро стало нарицательным — иностранные радиостанции, критиковавшие политику СССР и стран соц. лагеря, обобщённо назывались «вражескими голосами». Глушение прекратилось лишь с приходом «перестройки».
С 1990 года по 1998 год «Голос Америки» транслировался на русском языке с 22:00 до полуночи на волнах «Открытого радио». «Музыка для танцев» / «Голос Америки» — едва не единственная передача, транслировавшая на русском языке «тяжёлый рок» и другую молодёжную музыку с 1976 по 1983 год, была очень популярна среди советской молодёжи, школьников и студенчества. Вели её Марина Левицкая, Маша Суханова, Юрий Осмоловский, Билл Скандрич и другие ведущие. Нередко после выходных студенты и школьники в СССР обсуждали новинки хард-рока, прослушав в пятницу и субботу программы рок-музыки на волнах русской службы «Голоса Америки».
Также в СССР была популярна джазовая передача английской службы «Голоса Америки» «Час джаза» (англ. Jazz Hour), которую вёл Уиллис Коновер. Пользовались популярностью программа о здравоохранении, которую вела доктор Ирина Кельнер, книжное обозрение Людмилы Фостер, молодёжные программы Евгения Аронова и Уильяма «Билла» Скандрича, литературные чтения, в рамках которых читали романы Василия Гроссмана, Василия Аксёнова, Александра Солженицына, рассказы Эдгара А. По и многое другое.

### После 1991 года
Миссией было объявлено «улучшение понимания русскими американского курса развития, политики и культуры, а также американских взглядов на Россию». Тематикой является глубокое покрытие важных для США вопросов, в которые входит распространение демократии, верховенство закона и права человека, борьба с коррупцией, терроризмом и этническими конфликтами. До 2008 года вещание радиостанции «Голос Америки» велось на средних волнах AM 810 кГц (передатчик в Куркино).
27 июля 2008 года Русская служба «Голоса Америки» прекратила радиопередачи и полностью перешла на Интернет. Данные события привели к реструктуризации персонала с ориентацией на веб-ресурсы, а также его сокращению с 44 до 23 человек. Переход в Интернет сопровождался трудностями российской специфики, так как граждане РФ не использовали такие интернациональные ресурсы как Google и Facebook, и усилия сотрудников «Голоса Америки» не привели к нахождению ниш, которые могли бы сделать работу эффективной.
Объём запрашиваемого финансирования от «Совета управляющих по вопросам вещания» в 2013 году составил 3,7 млн долларов.
9 апреля 2014 года СМИ сообщили о том, что директор агентства «Россия сегодня» Дмитрий Киселёв не продлил контракт вещания «Голоса Америки» в Москве на средних волнах. В апреле 2014 года глава «Совета управляющих по вопросам вещания» (США) Джефф Шелл заявил, что «Москва избрала неверный путь и решила ограничивать свободу слова». Шелл призвал Киселёва и других представителей российских властей открыть российский эфир для американских программ и программ других международных СМИ.
В 2017 году был запущен русскоязычный телеканал «Настоящее время», являющийся совместным медиапроектом «Радио Свобода/Свободная Европа» и «Голоса Америки».
5 декабря 2017 года организация была внесена Минюстом РФ в реестр иностранных агентов. Она, вместе с 8 другими американскими общественными каналами, стала первым так называемым «СМИ-иноагентом».
2 марта 2022 года, после начала полномасштабной войны России против Украины, Роскомнадзор под угрозой блокировки в России потребовал удалить с сайта «Голоса Америки» новость о втором дне вторжения, рассказывающую об обстреле российскими войсками украинских городов, а также содержащую заявление России о захвате аэропорта недалеко от Киева и комментарии очевидцев и репортеров с Украины. 4 марта 2022 года сайт издания был заблокирован. Издание Meduza назвала эту блокировку примером цензуры в России.

### Приостановка деятельности
В марте 2025 года президент США Дональд Трамп подписал указ о сокращениях в Агентстве США по глобальным медиа (USAGM), что привело к приостановке работы «Голоса Америки». Около 1,3 тысячи сотрудников получили уведомления об оплачиваемом отпуске до дальнейших указаний. Директор «Голоса Америки» Майкл Абрамовиц заявил, что это первый случай за 83 года, когда вещание остановлено. Он отметил необходимость реформ, но выразил опасения, что текущие меры подрывают миссию организации.

## Взаимодействие с другими организациями
«Совет управляющих по вопросам вещания» использует концепт «одна организация — много брендов», и в её рамках взаимодействие двух финансируемых США вещательных компаний «Голос Америки» и Радио «Свобода» является минимальным. Советом проводятся инспекции, чтобы ресурсы не имели дублирующего контента, но вместе с тем две компании могут использовать совместно новостные бюро, агрегаторы информации, распределённые сети и другие источники.

## Языки

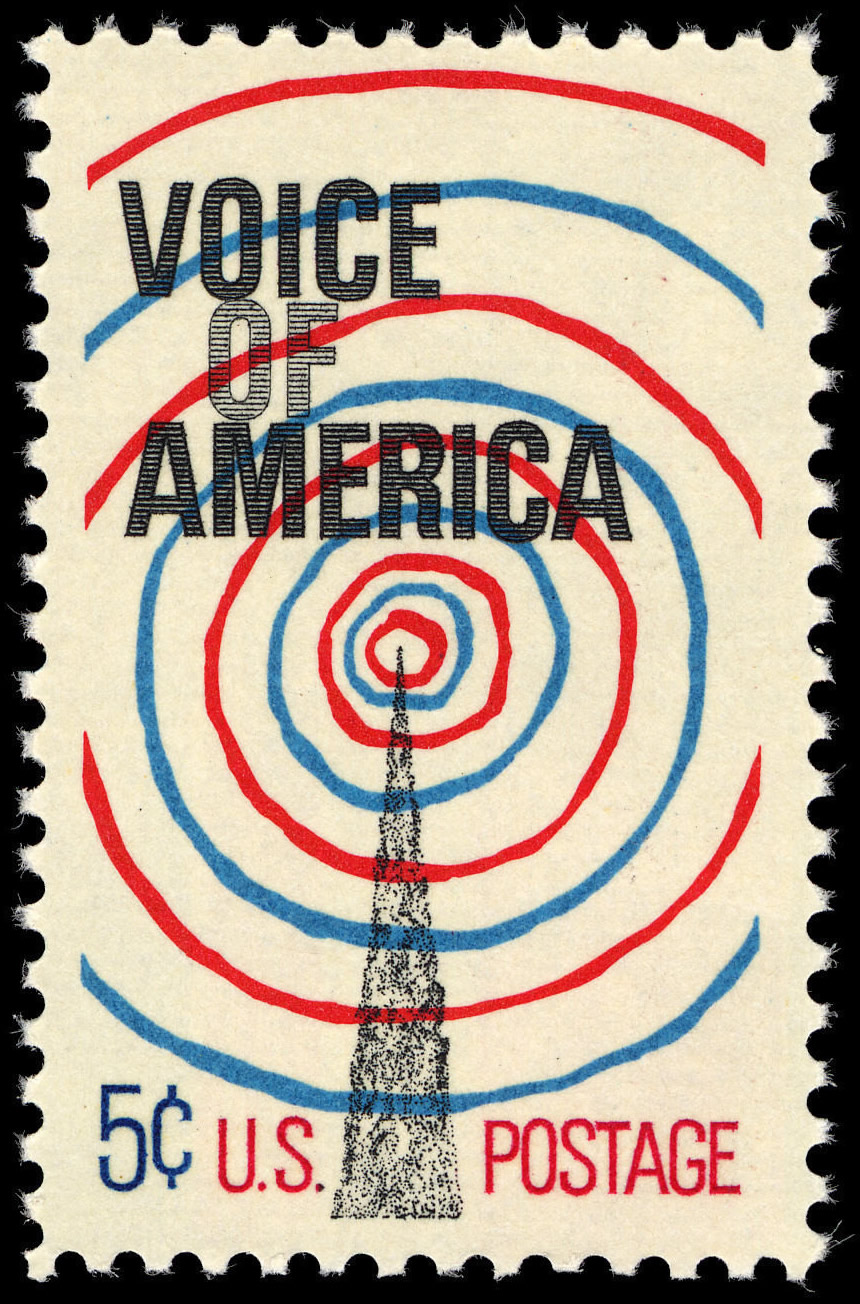
Почтовая марка США 1967 года

По состоянию на 2023 год «Голос Америки» производит контент более чем на 45 языках мира. Например, в июле 2007 «Голос Америки» добавил 30 минут ежедневного вещания по сомалийскому радио.

## Сравнение с другими станциями вещания
| Сравнение часов вещания в неделю основных радиостанций | Сравнение часов вещания в неделю основных радиостанций | Сравнение часов вещания в неделю основных радиостанций | Сравнение часов вещания в неделю основных радиостанций | Сравнение часов вещания в неделю основных радиостанций | Сравнение часов вещания в неделю основных радиостанций | Сравнение часов вещания в неделю основных радиостанций |
| Broadcaster                                            | 1950                                                   | 1960                                                   | 1970                                                   | 1980                                                   | 1990                                                   | 1996                                                   |
| ------------------------------------------------------ | ------------------------------------------------------ | ------------------------------------------------------ | ------------------------------------------------------ | ------------------------------------------------------ | ------------------------------------------------------ | ------------------------------------------------------ |
| VOA, RFE/RL & Radio Marti                              | 497                                                    | 1495                                                   | 1907                                                   | 1901                                                   | 2611                                                   | 1821                                                   |
| Международное радио Китая                              | 66                                                     | 687                                                    | 1267                                                   | 1350                                                   | 1515                                                   | 1620                                                   |
| BBC World Service                                      | 643                                                    | 589                                                    | 723                                                    | 719                                                    | 796                                                    | 1036                                                   |
| Радио Москвы / Голос России                            | 533                                                    | 1015                                                   | 1908                                                   | 2094                                                   | 1876                                                   | 726                                                    |
| Deutsche Welle                                         | 0                                                      | 315                                                    | 779                                                    | 804                                                    | 848                                                    | 655                                                    |
| Radio Cairo / Egyptian Radio and Television Union      | 0                                                      | 301                                                    | 540                                                    | 546                                                    | 605                                                    | 604                                                    |
| Голос Исламской Республики Иран                        | 12                                                     | 24                                                     | 155                                                    | 175                                                    | 400                                                    | 575                                                    |
| All India Radio                                        | 116                                                    | 157                                                    | 271                                                    | 389                                                    | 456                                                    | 500                                                    |
| NHK World                                              | 0                                                      | 203                                                    | 259                                                    | 259                                                    | 343                                                    | 468                                                    |
| Radio France Internationale                            | 198                                                    | 326                                                    | 200                                                    | 125                                                    | 379                                                    | 459                                                    |
| Radio Netherlands                                      | 127                                                    | 178                                                    | 335                                                    | 289                                                    | 323                                                    | 392                                                    |
| Israel Radio International                             | 0                                                      | 91                                                     | 158                                                    | 210                                                    | 253                                                    | 365                                                    |
| Голос Турции                                           | 40                                                     | 77                                                     | 88                                                     | 199                                                    | 322                                                    | 364                                                    |
| Radio Pyongyang / Голос Кореи                          | 0                                                      | 159                                                    | 330                                                    | 597                                                    | 534                                                    | 364                                                    |
| Radio Bulgaria                                         | 30                                                     | 117                                                    | 164                                                    | 236                                                    | 320                                                    | 338                                                    |
| Radio Australia                                        | 181                                                    | 257                                                    | 350                                                    | 333                                                    | 330                                                    | 307                                                    |
| Radio Tirana                                           | 26                                                     | 63                                                     | 487                                                    | 560                                                    | 451                                                    | 303                                                    |
| Radio Romania International                            | 30                                                     | 159                                                    | 185                                                    | 198                                                    | 199                                                    | 298                                                    |
| Radio Exterior de España                               | 68                                                     | 202                                                    | 251                                                    | 239                                                    | 403                                                    | 270                                                    |
| Radio e Televisao de Portugal                          | 46                                                     | 133                                                    | 295                                                    | 214                                                    | 203                                                    | 226                                                    |
| Radio Havana Cuba                                      | 0                                                      | 0                                                      | 320                                                    | 424                                                    | 352                                                    | 203                                                    |
| Radio RAI International                                | 170                                                    | 205                                                    | 165                                                    | 169                                                    | 181                                                    | 203                                                    |
| Radio Canada International                             | 85                                                     | 80                                                     | 98                                                     | 134                                                    | 195                                                    | 175                                                    |
| Radio Polonia                                          | 131                                                    | 232                                                    | 334                                                    | 337                                                    | 292                                                    | 171                                                    |
| Radio RSA / Channel Africa                             | 0                                                      | 63                                                     | 150                                                    | 183                                                    | 156                                                    | 159                                                    |
| SR International - Radio Sweden                        | 28                                                     | 114                                                    | 140                                                    | 155                                                    | 167                                                    | 149                                                    |
| Венгерское радио                                       | 76                                                     | 120                                                    | 105                                                    | 127                                                    | 102                                                    | 144                                                    |
| Радио Прага                                            | 119                                                    | 196                                                    | 202                                                    | 255                                                    | 131                                                    | 131                                                    |
| Voice of Nigeria                                       | 0                                                      | 0                                                      | 62                                                     | 170                                                    | 120                                                    | 127                                                    |
| Radio Belgrade                                         | 80                                                     | 70                                                     | 76                                                     | 72                                                     | 96                                                     | 68                                                     |
|                                                        |                                                        |                                                        |                                                        |                                                        |                                                        |                                                        |

## В культуре
- В издании 1953 года повести-сказки Лазаря Лагина «Старик Хоттабыч» мистер Гарри Вандендаллес, превращённый Хоттабычем в шавку, чтобы прокормить себя, вынужден выступать с еженедельным двадцатиминутным лаем в радиопередаче «Голос Америки»[40]. В оригинальном издании 1938 года радиопередача называется «Голос капитала» — так как «Голос Америки» вещает только с 1942 года.